# معرض ومنتدى إندو الدفاعي
معرض ومنتدى إندو الدفاعي أو معرض ومنتدى إندونيسيا الدفاعي هو معرض نصف سنوي لمبيعات الأسلحة والدفاع بالإضافة إلى حدث ترويجي لمصنعي معدات الدفاع والأمن الدوليين، والذي يعقد منذ عام 2004 في جي إكسبو جاكرتا إندونيسيا. يعد المعرض أكبر معرض من نوعه في جنوب شرق آسيا والعالم.
يتم عرض أحدث تقنيات الدفاع والأمن في المجال العسكري والطيران والبحري في هذا الحدث، والذي يعد أيضًا نقطة التقاء لصناع القرار الرئيسيين من مختلف هيئات الدفاع والشركات من جميع أنحاء العالم. شارك في المعرض شركات دفاع من دول في جميع أنحاء العالم. على هامش الحدث تعقد العديد من الندوات والمحادثات التي ينظمها الحدث لاستكشاف نقل التكنولوجيا بين البلدان المشاركة.